# Procopius granulosus
Procopius granulosus är en spindelart som beskrevs av Simon 1903. Procopius granulosus ingår i släktet Procopius och familjen flinkspindlar. Utöver nominatformen finns också underarten P. g. helluo.